# Dětmarovice (stacja kolejowa)
Dětmarovice – stacja kolejowa w Dziećmorowicach, w kraju morawsko-śląskim, w Czechach. Znajduje się na wysokości 209 m n.p.m.

## Historia
W miejscowości w 1912 roku został otwarty przystanek kolejowy. Po rozbudowie od 26 maja 1963 roku funkcjonował jako stacja kolejowa. W latach 1971–1976 niedaleko obiektu została wybudowana elektrownia węglowa z bocznicę zakładową. W ramach modernizacji w 2002 roku oddano nowy peron wyspowy z wiatą przystosowany dla osób niepełnosprawnych. W budynku zlokalizowana jest poczekalnia oraz toalety. Na stacji funkcjonuje dodatkowo przejście podziemne. W latach 2020–2021 stacja kolejowa została zmodernizowana. W ramach przeprowadzonych prac budowlanych zainstalowana została winda dla osób niepełnosprawnych oraz wyremontowano przejście podziemne. Dodatkowo system informacji pasażerskiej został zmodernizowany i odnowiono budynek dworcowy.